# Ministr obrany domácí fronty Izraele
Ministr obrany domácí fronty Izraele byl člen izraelské vlády. Funkci pro Matana Vilna'ie zřídil premiér Benjamin Netanjahu 19. ledna 2011. Netanjahu tehdy vysvětlil své důvody pro zřízení nového ministerstva:
Dnes bych také rád jmenoval našeho přítele Matana Vilna'ie ministrem obrany domácí fronty. Chtěl bych také jasně říci, že hovoříme o zřízení samostatného ministerstva, – jedinečného experimentu – které se bude zabývat obranou domácí fronty. Tak je tomu v několika dalších zemích, například v USA, i když žádná z těchto zemí nebyla zasažena 12 000 raketami jako my a nevisí nad nimi takové hrozby. Mají pro obranu domácí fronty samostatná ministerstva, o co více by měl mít Izrael, který potřebuje ministra, který by se touto problematikou zabýval samostatně a cíleně.
V letech 2007 až 2011 byl Vilna'i jako náměstek ministra obrany, kterým byl Ehud Barak, fakticky zodpovědný za koordinaci na domácí frontě.

## Seznam ministrů
| Pořadí | Ministr       | Strana               | Vláda | Nástup do úřadu | Konec v úřadu   | Poznámky                                                            |
| ------ | ------------- | -------------------- | ----- | --------------- | --------------- | ------------------------------------------------------------------- |
| 1.     | Matan Vilna'i | Nestraník            | 32.   | 19. ledna 2011  | 16. srpna 2012  |                                                                     |
| 2.     | Avi Dichter   | Nebyl členem Knesetu | 32.   | 16. srpna 2012  | 18. března 2013 | Dichter se vzdal členství v Kadimě i v Knesetu a stal se ministrem. |
| 3.     | Gil'ad Erdan  | Likud                | 33.   | 18. března 2013 | 30. června 2014 |                                                                     |